# Bjärtsjön
Bjärtsjön är en sjö i Nordanstigs kommun i Hälsingland och ingår i Harmångersån-Delångersåns kustområde. Sjön har en area på 0,892 kvadratkilometer och ligger 140,2 meter över havet. Sjön avvattnas av vattendraget Sunnån (Viaån), här kallat Västtjärsån. Vid provfiske har bland annat abborre, gers, gädda och lake fångats i sjön.

## Delavrinningsområde
Bjärtsjön ingår i det delavrinningsområde (686269-156203) som SMHI kallar för Utloppet av Bjärtsjön. Medelhöjden är 165 meter över havet och ytan är 3,92 kvadratkilometer. Räknas de 4 avrinningsområdena uppströms in blir den ackumulerade arean 16,83 kvadratkilometer. Avrinningsområdets utflöde Sunnån (Viaån) mynnar i havet. Avrinningsområdet består mestadels av skog (71 procent). Avrinningsområdet har 0,89 kvadratkilometer vattenytor vilket ger det en sjöprocent på 22,7 procent.

## Fisk
Vid provfiske har följande fisk fångats i sjön:
- Abborre
- Gärs
- Gädda
- Lake
- Mört
- Nors
- Siklöja